# Менины (балет)
«Мени́ны» (исп. Las Meninas), кроме того «Сады́ Аранхуэ́са» (фр. Les jardins d'Aranjuez; англ. The gardens of Aranjuez) — одноактный балет в постановке Л. Ф. Мясина на музыку Л. Обера, Г. Форе, М. Равеля и Э. Шабрие; сценография К. Сократе и Х. М. Серта. Первый показ 21 августа 1916 года силами труппы Русский балет Дягилева в Театре Эухении-Виктории, Сан-Себастьян.

## История создания
Во время первых американских гастролей Русского балета Дягилева в начале 1916 года имя Леонида Мясина на афишах стало обозначаться на французский манер — Léonide, а написание фамилии было упрощено из-за отсутствия в английском языке аналога буквы «я»: Miassine > Massine. После возвращения в Европу труппа начала выступления в Мадриде в Театро Реал по приглашению испанского короля Альфонсо XIII. Королевская чета любила балет. Биографы Леонида Мясина, Лесли Нортон (Leslie Norton) и Е. Я. Суриц, отмечали, что при отсутствии финансовой поддержки испанского короля труппа Дягилева могла бы не выжить в годы Первой мировой войны. Во время первых испанских гастролей труппа выступила в Мадриде, Севилье, Гранаде и Кордове после чего переехала в Сан-Себастьян, где монархическая чета проводила летнее время. С. Л. Григорьев писал, что С. П. Дягилев «чувствовал себя обязанным королю за помощь в освобождении Нижинского», интернированного во время войны в Австро-Венгрии, поэтому в качестве благодарности за гостеприимство и поддержку решил поставить балет на испанскую тему и посвятить его монарху, формально объявившем себя покровителем антрепренёра.
«Менины» стали первым балетом Мясина на материале испанских танцев и испанского искусства и первым испанским балетом труппы Русский балет Дягилева. Ранние работы, равно как и последующие, показывают широкий диапазон интересов Мясина. Первый неосуществлённый замысел «Литургии» (1915) относился к религиозной тематике, а первый поставленный балет «Полуночное солнце» (1915) — к русскому фольклору. В 1916 году в Сан-Себастьяне были представлены два балета: первый испанский («Менины») и очередной русский («Кикимора»), за которыми вскоре последовал первый итальянский балет «Женщины в хорошем настроении» (1917). Дягилев отводил много времени повышению культурного и профессионального уровня Мясина, пытаясь воспитать альтер эго, или идеального балетмейстера, который бы осуществлял его собственные замыслы согласно его представлениям того, каким должен быть музыкальный театр. Сперва в 1914 году Дягилев открыл для Мясина богатство итальянского искусства.
В 1916 году Дягилев и Мясин впервые попали в Испанию и были восхищены особенностями испанского искусства. Мясин с интересом наблюдал за исполнителями фламенко: «Меня очаровали их интуитивное чувство ритма, непринуждённая элегантность, темперамент. Казалось, они сочетают абсолютное владение телом с безупречной синхронностью движений и природным благородством. Я не видел ничего подобного ранее в каком-либо народном танце».
В Прадо Мясин изучал полотна Риберы, Мурильо, Сурбарана, Эль Греко и Веласкеса, относящихся к различным школам живописи золотого века Испании. Особенно впечатлили хореографа картины Веласкеса, открывавшие для него широкий простор воображению.
Дягилев также был воодушевлён своим первым визитом в Испанию и предложил Мясину поставить испанский балет на музыку «Паваны» Форе «с её подражанием испанскому золотому веку».

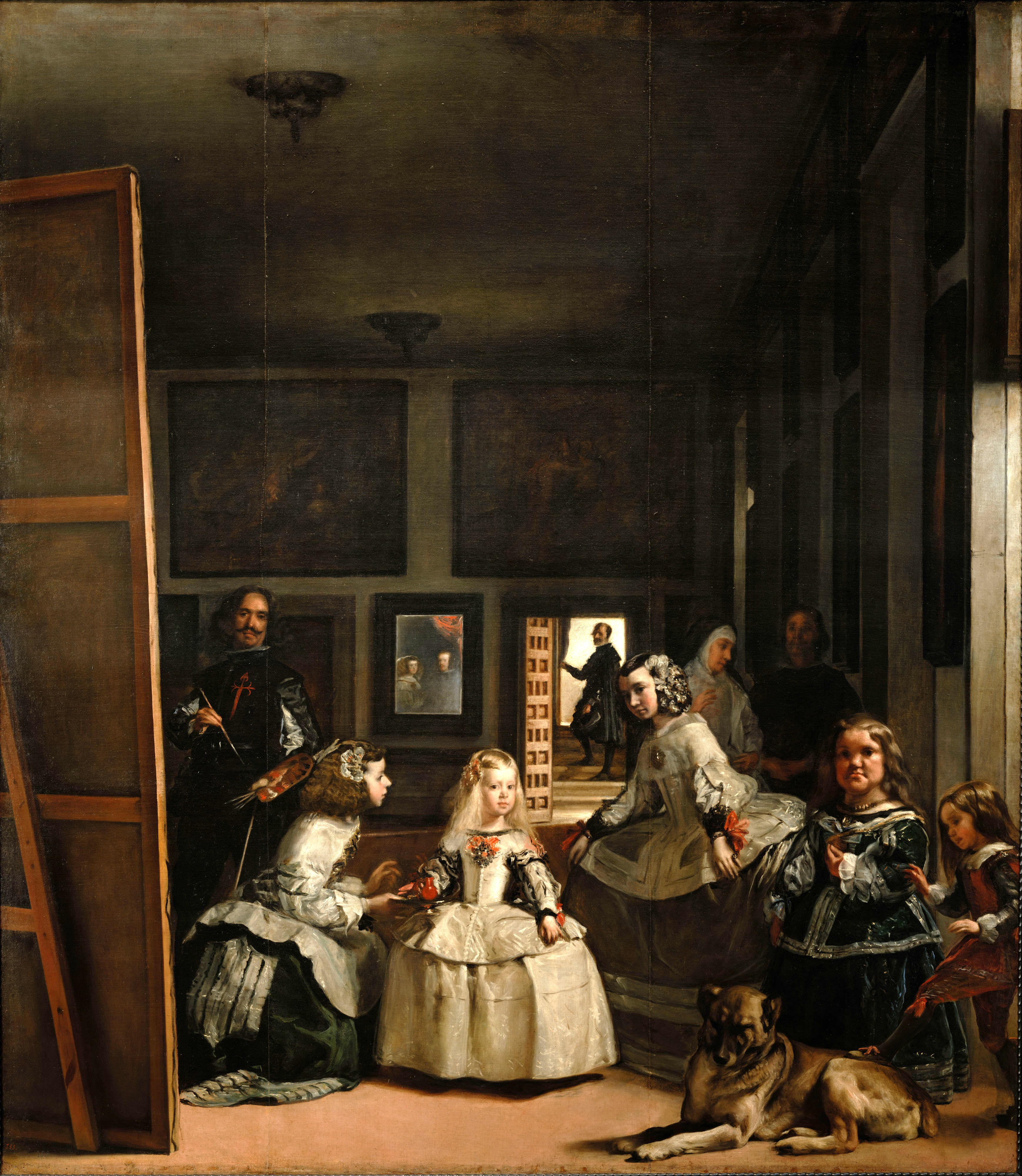
Диего Веласкес. «Менины», 1656

Хореография создавалась под вдохновением от картин Диего Веласкеса. Мясин особенно восхищался его полотном «Менины» (1656), современное название которого исп. Las Meninas дословно переводится как «Девочки»: «Я чувствовал в душе глубокую меланхолию, когда видел его элегантно позирующих инфант с их непогрешимым благородством, странным сочетанием надменности и обаяния. Это были грустные маленькие дети, наряженные в неудобные атласные платья и вынужденные играть свои королевские роли. <…> Работая над разнообразными па-де-де, я не пытался воссоздать пышность и великолепие испанского золотого века. Просто это было, с одной стороны, моё собственное ощущение упорядоченности дворцового этикета и, с другой — скрытая печаль, которую я уловил в работах Веласкеса и во многих испанских полотнах XVII века. Всё это выражалось плавными движениями, гармонировавшими с меланхолической музыкой Форе». Декорация Карло Сократе изображала видимый с балкона сад, в котором встречались и расставались две фрейлины (менины) и два их придворных кавалера. Костюм для Соколовой Серт выполнил в пурпурном с золотом цветах, для Хохловой — в розовом с серебром. В своих пышных платьях танцовщицы походили на огромных зависших в воздухе бабочек.
Несмотря на распространённое обозначение «павана», выступающее у Суриц в качестве второго названия балета («Павана»), имеется также альтернативное наименование «Сады Аранхуэса» (фр. Les jardins d'Aranjuez; англ. The gardens of Aranjuez), обозначенное в программе лондонского сезона труппы Дягилева 1919 года в Альгамбре.
«Менины» стали первым испанским балетом труппы Русский балет Дягилева, «король и королева были восхищены им». Балет «имел огромный успех, и особенно понравился королю Альфонсо».

## Сюжет
Несмотря на точный перевод испанского названия «Девочки», в балете действуют повзрослевшие и уже имеющие любовников фрейлины. Они тайно встречаются со своими кавалерами в саду, где исполняют павану. Карлица узнаёт о свидании и намеревается поднять скандал, предав огласке их скрываемую любовь. В качестве доказательства нарушения придворного этикета карлица похищает шляпу одного из кавалеров. Серия па-де-де выполнена в манере обстановки двора испанского короля Филиппа IV.

## Части
Хореография содержит три старинных танца эпохи Филиппа IV. Состоящему из 3 сцен балету предшествовала Прелюдия Л. Обера (Prélude, de Louis Aubert):
- Павана Габриэля Форе (Pavane, de Gabriel Fauré)
- Грациозная утренняя песня Мориса Равеля (Alborada del gracioso, de Maurice Ravel)
- Помпезный менуэт Эмманюэля Шабрие в оркестровке Мориса Равеля (Menuet pompeux, d'Emmanuel Chabrier)

## Премьера
Датировка первого показа вызывает сомнения. Наиболее ранние вероятные даты привела Е. Я. Суриц — 12 августа, или 19 августа; самую позднюю — 25 августа — обозначила Л. Нортон.
- 1916, 21 августа[1][2][3] (?)[19] — «Менинас» (павана), одноактный балет. Первый показ в Театре Эухении-Виктории (Teatro Eugenia Victoria носит имя супруги Альфонсо XIII Евгении Виктории), Сан-Себастьян, Испания. Музыка Габриэля Форе, хореография Леонида Мясина; декорации Карло Сократе, костюмы Хосе Марии Серта в стиле Диего Веласкеса[1][7]. Дирижёр Эрнест Ансерме, режиссёр Сергей Григорьев[2][3]

Основные исполнители: 
- Первая пара — Лидия Соколова и Леонид Мясин
- Вторая пара — Ольга Хохлова и Леон Войциховский
- Карлица — Елена Антонова[11]

18 и 21 апреля 1917 года балет был представлен в Неаполе, затем в Риме. Критик газеты Il Giorno отозвался о представлении, как о «неудачной шутке». После первого парижского показа в Шатле в 25 мая 1917 года французским критикам балет показался слабым по сравнению с новыми работами труппы, особенно относительно скандальной премьеры сенсационного «Парада».

## Возобновления
Балет исполнялся труппой Дягилева не очень часто, но был дважды возобновлён:
- 1924, 8 января[24] — премьера в Монте-Карло в Опере Монте-Карло[12][25]. А. К. Шервашидзе писал, что декорации для этой постановки выполнил по своим эскизам[26]
- 1928, 2 июля[27] — премьера в Лондоне в Театре Его Величества (His Majesty’s Theatre)[1][12][28]

Последний раз Русский балет Дягилева представил «Менины» в июле 1929 года в Ковент-Гардене, Лондон.